# Diahnne Abbott
Diahnne Abbott, a veces acreditada como Diahnne Eugenia Abbott o Diahnne Déa, es una actriz y cantante estadounidense. Hizo papeles secundarios en los 70 y 80, incluyendo Taxi Driver (1976).
Abbott estuvo casada con el actor Robert De Niro de 1976 a 1988. Tuvieron un hijo, Raphael, que fue nombrado así por el hotel en Roma donde fue concebido. De Niro adoptó a Drena, la hija de Diahnne de un matrimonio anterior. Drena ha aparecido en varias películas protagonizadas por De Niro: Showtime (2002), Wag the Dog (1997), City by the Sea (2002) y The Intern (2015). De Niro y Abbott divorciaron en 1988.
Abbott tiene cameo en la película de 1977, New York, New York, en la que canta la canción de Fats Waller, "Honeysuckle Rose".
También hizo del objeto de afección de De Niro en la película de 1983 de Scorsese, El rey de la comedia, como papeles en televisión como en Crime Story (en el papel de Sonia) y en la película de 1986, Jo Jo Dancer, Your Life Is Calling (madre). Es la prima del cantante Gregory Abbott, conocido por la canción de 1986, "Shake You Down".

## Filmografía

### Películas
| Año  | Título                             | Papel                    | Notas |
| ---- | ---------------------------------- | ------------------------ | ----- |
| 1976 | Taxi Driver                        | Chica de concesionario   |       |
| 1976 | Welcome to L.A.                    | Jeanette Ross            |       |
| 1977 | New York, New York                 | Cantante del Harlem Club |       |
| 1983 | El rey de la comedia               | Rita Keane               |       |
| 1984 | Love Streams                       | Susan                    |       |
| 1986 | Jo Jo Dancer, Your Life Is Calling | Madre                    |       |
| 2000 | Antes que anochezca                | Blanca Romero            |       |
| 2002 | Soliloquy                          | Leah                     |       |

### Televisión
| Año  | Título      | Papel | Notas            |
| ---- | ----------- | ----- | ---------------- |
| 1988 | Crime Story | Sonia | (tres episodios) |